# Buurhakaba

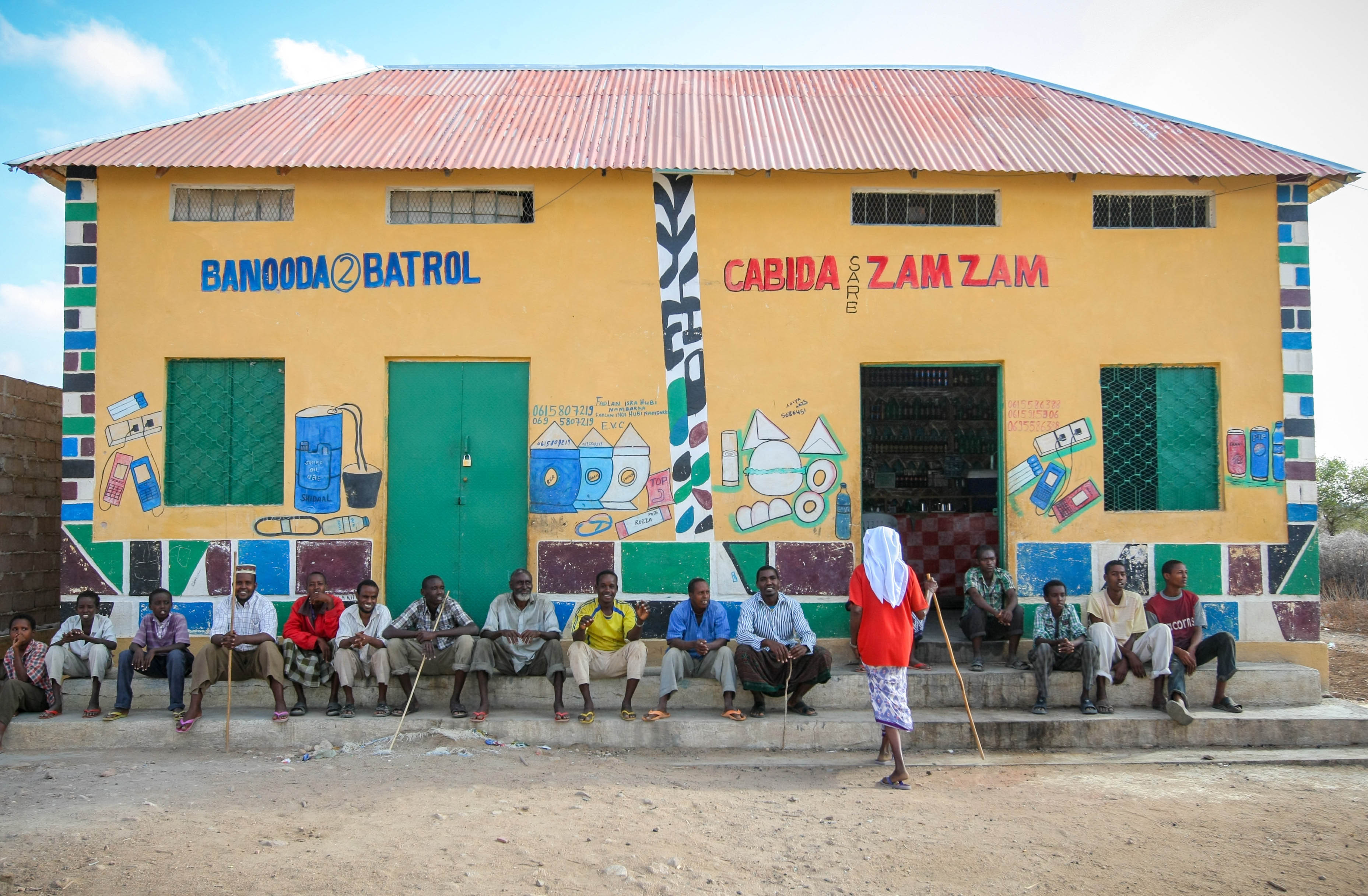
Einwohner von Buurhakaba (2013)

Buurhakaba (auch Bur Hakkaba, Buur-Hakba oder Bur Acaba geschrieben) ist eine Stadt in der Region Bay im Süden Somalias. Sie hat etwa 28.000 Einwohner und liegt südöstlich von Baidoa, dem Sitz der somalischen Übergangsregierung. Buurhakaba liegt an einer Straße von Baidoa nach Afgooye.
Der Ort war 2006 zwischen der Übergangsregierung und der Union islamischer Gerichte, von der er zeitweise eingenommen wurde, stark umkämpft. Unterdessen ist er unter Kontrolle der Übergangsregierung und des Nachbarlandes Äthiopien.